# Calytrix superba
Calytrix superba là một loài thực vật có hoa trong Họ Đào kim nương. Loài này được C.A.Gardner & A.S.George mô tả khoa học đầu tiên năm 1963.